# 마쓰다이라 시게노리
마쓰다이라 시게노리(일본어: 松平重則, 1580년 ~ 1642년 1월 27일)는 아즈치모모야마 시대부터 에도 시대 전기까지의 무장, 다이묘이다. 가즈사 햐쿠슈 번주, 시모쓰케 미나가와 번 초대 번주를 지냈다.
| 전임 (마쓰다이라 시게카쓰) | 제1대 노미 마쓰다이라가 시게노리계 당주 1598년 ~ 1641년 | 후임 마쓰다이라 시게마사 |

|  | 햐쿠슈 번 번주 (노미 마쓰다이라가) 1633년 ~ 1640년 | 후임 폐번 |

| 전임 미나가와 히로테루 | 제1대 미나가와 번 번주 (노미 마쓰다이라가) 1640년 ~ 1641년 | 후임 마쓰다이라 시게마사 |